# آوه ماریا (باخ/گونو)
آوه ماریا قطعه‌ای محبوب براساس نوشتهٔ لاتینِ «درود بر مریم» است که نخستین بار در ۱۸۵۳ منتشر شده‌است. ملودی این قطعه از آهنگساز فرانسوی، شارل گونو است که وی بر روی نسخهٔ کمی تغییر یافتهٔ «پرلود شمارهٔ ۱ در دو ماژور» (BWV 846) از کتاب «کلاویهٔ خوش‌آهنگ» اثر یوهان سباستیان باخ ساخته‌است. تصنیف دوبارهٔ گونو، ۱۳۷ سال پس از تصنیف باخ انجام شده‌است.
تاکنون آوه ماریای باخ/گونو برای سازهای گوناگونی چون گیتار کلاسیک، کوارتت زهی، پیانو تنها، ویولن (یا ویلنسل) با پیانو یا حتی ترومبون تنظیم شده‌است. این قطعه به‌جز گروه کر، با صدای خوانندگانِ اپرای بسیاری همچون لوچیانو پاواروتی و نلی ملبا ضبط شده‌است.